# NGC 7775
NGC 7775 (również PGC 72696 lub UGC 12821) – galaktyka spiralna z poprzeczką (SBc), znajdująca się w gwiazdozbiorze Pegaza. Odkrył ją Édouard Jean-Marie Stephan 6 października 1883 roku. Jest zaliczana do radiogalaktyk.